# Gáti Vilma
Gáti Vilma (Budapest, 1925. február 21. – Budapest, 1983. április 22.) magyar színésznő, színházi rendezőasszisztens. 

## Életútja
1947-ben szerezte diplomáját a Színművészeti Főiskolán. Ezután egy évig a Nemzeti Színház ösztöndíjasa volt, később a Thália Színházban dolgozott. Munkatársa volt a Körszínháznak is. Kisebb szerepeket is eljátszott.

## Fontosabb rendezései
- Ortutay Gy.–Germanus Gy.–Kazimir K.: Ezeregyéjszaka
- Örkény István: Tóték
- Bulgakov–Ebert J.–Kazimir K.: Mester és Margarita

## Fontosabb szerepei
- Ápolónő (Bulgakov: Színházi regény)
- Ápolónő (Borenich P.: Pesti történet)